# Казначеївська сільська рада
Казначе́ївська сільська́ ра́да — колишній орган місцевого самоврядування в Магдалинівському районі Дніпропетровської області. Адміністративний центр — село Казначеївка.

## Загальні відомості
- Населення ради: 1 107 осіб (станом на 2001 рік)

## Населені пункти
Сільській раді були підпорядковані населені пункти:
- с. Казначеївка

## Склад ради
Рада складалася з 16 депутатів та голови.
- Голова ради: Дворецький Анатолій Васильович
- Секретар ради: Кобзиста Любов Сергіївна

### Керівний склад попередніх скликань
| Прізвище, ім'я, по батькові    | Основні відомості                                                         | Дата обрання | Дата звільнення |
| ------------------------------ | ------------------------------------------------------------------------- | ------------ | --------------- |
| Кушнір Микола Гордійович       | Сільський голова, 1958 року народження, безпартійний                      | 26.03.2006   | 31.10.2010      |
| Дворецький Анатолій Васильович | Сільський голова, 1981 року народження, освіта вища, член Народної партії | 31.10.2010   |                 |

Примітка: таблиця складена за даними сайту Верховної Ради України

### Депутати
За результатами місцевих виборів 2010 року депутатами ради стали:

#### За суб'єктами висування
| Суб'єкт висування | Кількість обраних депутатів | %    |
| ----------------- | --------------------------- | ---- |
| Партія регіонів   | 8                           | 50   |
| Самовисування     | 6                           | 37,5 |
| Народна партія    | 2                           | 12,5 |

#### За округами
| № округу        | Прізвище, ім'я, по батькові        | Дата визнання обраним | Освіта             | Партійна приналежність | Відомості про обраного депутата                 |
| --------------- | ---------------------------------- | --------------------- | ------------------ | ---------------------- | ----------------------------------------------- |
| Народна Партія  |                                    |                       |                    |                        |                                                 |
| 7               | Кобзиста Любов Сергіївна           | 05.11.2010            | середня спеціальна | позапартійна           | сільська рада, секретар                         |
| 8               | Краснопер Зінаїда Володимирівна    | 05.11.2010            | середня спеціальна | позапартійна           | дитячий садок, завідувачка                      |
| Партія регіонів |                                    |                       |                    |                        |                                                 |
| 3               | Баранік Ніна Петрівна              | 05.11.2010            | вища               | член Партії регіонів   | пенсіонерка                                     |
| 4               | Шабанова Олена Олександрівна       | 05.11.2010            | середня            | позапартійна           | приватний підприємець                           |
| 5               | Кудлай Любов Василівна             | 05.11.2010            | середня            | член Партії регіонів   | ТОВ «Дружба», сторож                            |
| 6               | Локайчук Валентина Вікторівна      | 05.11.2010            | вища               | член Партії регіонів   | Казначеївська загальноосвітня школа, директор   |
| 9               | Семенова Любов Іванівна            | 05.11.2010            | середня            | позапартійна           | ТОВ «Дружба», фуражир                           |
| 11              | Мудрак Ксенія Іванівна             | 05.11.2010            | середня спеціальна | член Партії регіонів   | домогосподарка                                  |
| 13              | Стройко Неля Миколаївна            | 05.11.2010            | середня спеціальна | позапартійна           | Казначеївська загальноосвітня школа, вчитель    |
| 14              | Краснопер Зоя Іванівна             | 05.11.2010            | середня            | член Партії регіонів   | ТОВ «Дружба», вагар                             |
| Самовисування   |                                    |                       |                    |                        |                                                 |
| 1               | Колісник Валерій Миколайович       | 05.11.2010            | вища               | член Партії регіонів   | СПО, голова                                     |
| 2               | Гудіченко Тетяна Олексіївна        | 05.11.2010            | середня            | позапартійна           | ТОВ «Дружба», зав. склад                        |
| 10              | Дворецький Олександр Олександрович | 05.11.2010            | середня спеціальна | позапартійний          | УДАІ Дніпропетровської обл., помічник чергового |
| 12              | Осадченко Ольга Іванівна           | 05.11.2010            | середня спеціальна | член Партії регіонів   | сільський будинок культури, худ.керівник        |
| 15              | Коваленко Ліда Василівна           | 05.11.2010            | середня спеціальна | позапартійна           | пенсіонерка                                     |
| 16              | Ступніков Геннадій Іванович        | 05.11.2010            | середня            | позапартійний          | пенсіонер                                       |